# Jadwiga Budlewska
Jadwiga Budlewska (ur. 9 października 1920 w Piotrkowie Trybunalskim, zm. 28 września 1999 w Łodzi) – polska artystka plastyk, nauczycielka. Od roku 1962 członkini rzeczywista Związku Polskich Artystów Plastyków.

## Życiorys
Absolwentka Gimnazjum im. Anny Jabłonowskiej w Białymstoku (1938). Studiowała w Szkole Głównej Handlowej w Warszawie do rozpoczęcia II wojny światowej. Po aresztowaniu ojca, Józefa Ostruszki, ostatniego prezesa Sądu Okręgowego w Białymstoku przez NKWD 27 września 1939, uciekła wraz z mężem, matką i siostrą do Piotrkowa Trybunalskiego w Generalnym Gubernatorstwie.
W 1949 dostała się na studia w Wyższej Szkole Filmowej w Łodzi i w Wyższej Szkole Sztuk Plastycznych w Łodzi. Dyplom uzyskała w 1955 na Wydziale Włókiennictwa ze specjalnością druk na tkaninie.  Była członkiem Związku Polskich Artystów Plastyków. Od 1953 pracowała w Centralnym Laboratorium Przemysłu Dziewiarskiego w Łodzi jako projektantka wzorów. W 1955 przeszła do Laboratorium Przemysłu Jedwabniczego, również w Łodzi, gdzie pracowała jako projektantka wzorów na jedwabiu. Równolegle zajmowała się dekoracją wystaw.
W 1963 zaczęła pracę w szkolnictwie jako nauczycielka rysunku, kompozycji plastycznej i historii sztuki oraz kostiumologii w Technikum Odzieżowym w Pabianicach. W 1967 w Łodzi ukończyła studia pedagogiczne dla nauczycieli szkół zawodowych.
Na emeryturze od 1976 skierowała swoje zainteresowania ku tkaninie dekoracyjnej. Była luźno związana z Grupą Tkacką 10 x TAK z Wrocławia, założoną przez Ewę Poradowską-Werszler. Niemal corocznie brała udział w plenerach ogólnopolskich tkactwa artystycznego, przede wszystkim przy Fabryce Dywanów Kowary w Kowarach. Na początku twórczości w zakresie tkaniny artystycznej interesowała się i ćwiczyła różnorodne sploty, bawiła się kompozycją kolorów i włóknem jako materią. Po pewnym czasie w jej pracach pojawił się stały motyw muszli, która stała się jej znakiem rozpoznawczym, np. w tkaninie „Stary zegar”, czy „Szuwary” (na fotografii). Brała udział w wystawach poplenerowych w Kowarach i Wrocławiu (tkanina pt.: „Słońce dobre i złe"), oraz w wystawach zbiorowych w Łodzi i Warszawie. Jej tkaniny zostały zakupione do Republiki Federalnej Niemiec i do Francji.
Zmarła 28 września 1999 w Łodzi i została pochowana na Cmentarzu Komunalnym w Pabianicach (sektor 3, rząd 14, numer 19).

## Nagrody
Nagroda Ministerstwa Kultury i Sztuki za całokształt twórczości artystycznej (1959).

## Rodzina
Córka Anny (z dm. Bokalskiej) i Józefa Ostruszki. Od roku 1939 zamężna z Eugeniuszem Budlewskim. Matka dwóch córek, Ewy Bożeny (ur. 1944) i Marii Mileny (ur. 1951).

## Galeria

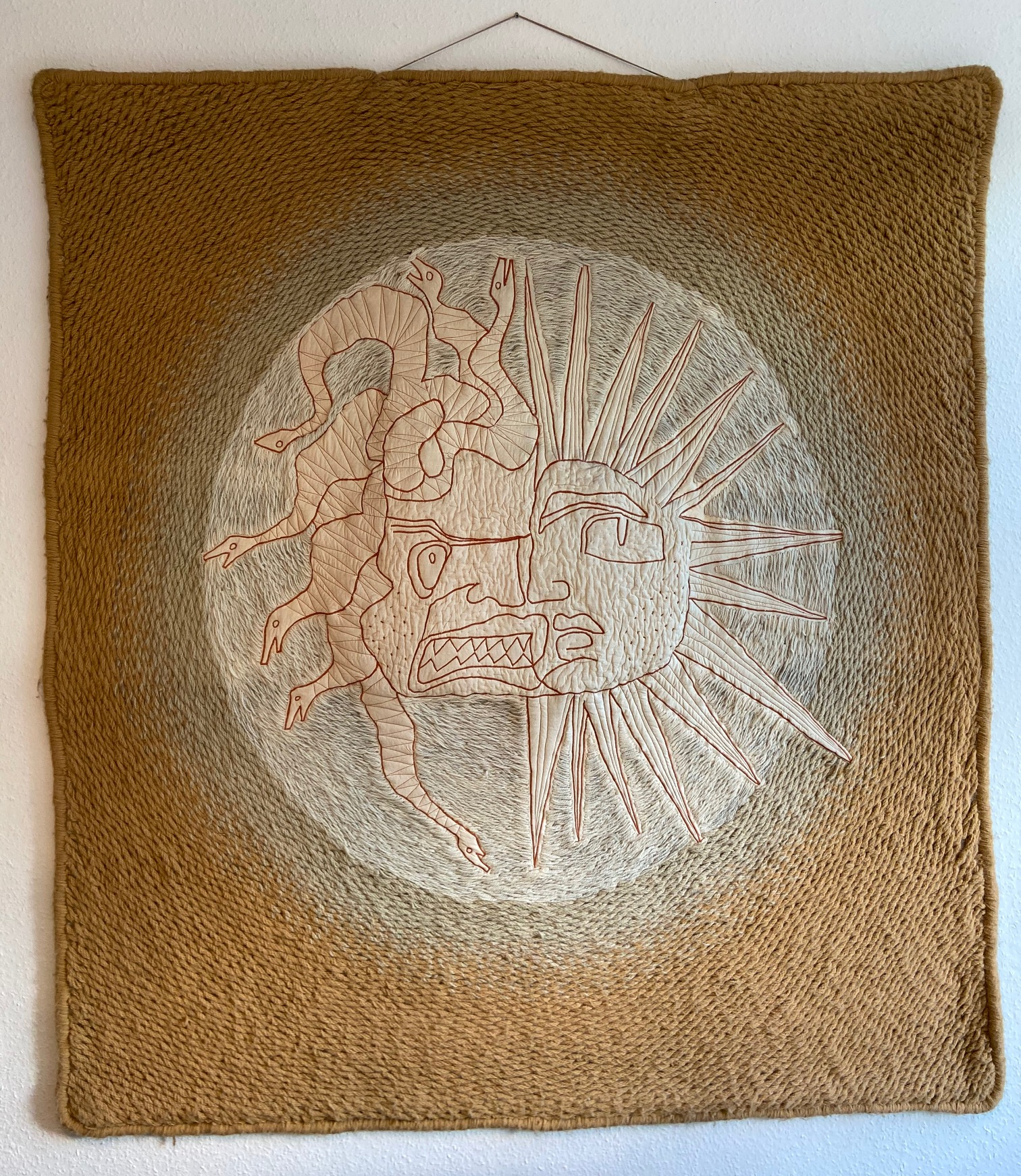
Tkanina dekoracyjna, ”Słońce dobre i złe” (inspiracja rysunkiem Le Corbusiera Apollo/Meduza z 1945)[6], Jadwiga Budlewska, 80 x 130 cm, 1985, własność prywatna, Niemcy
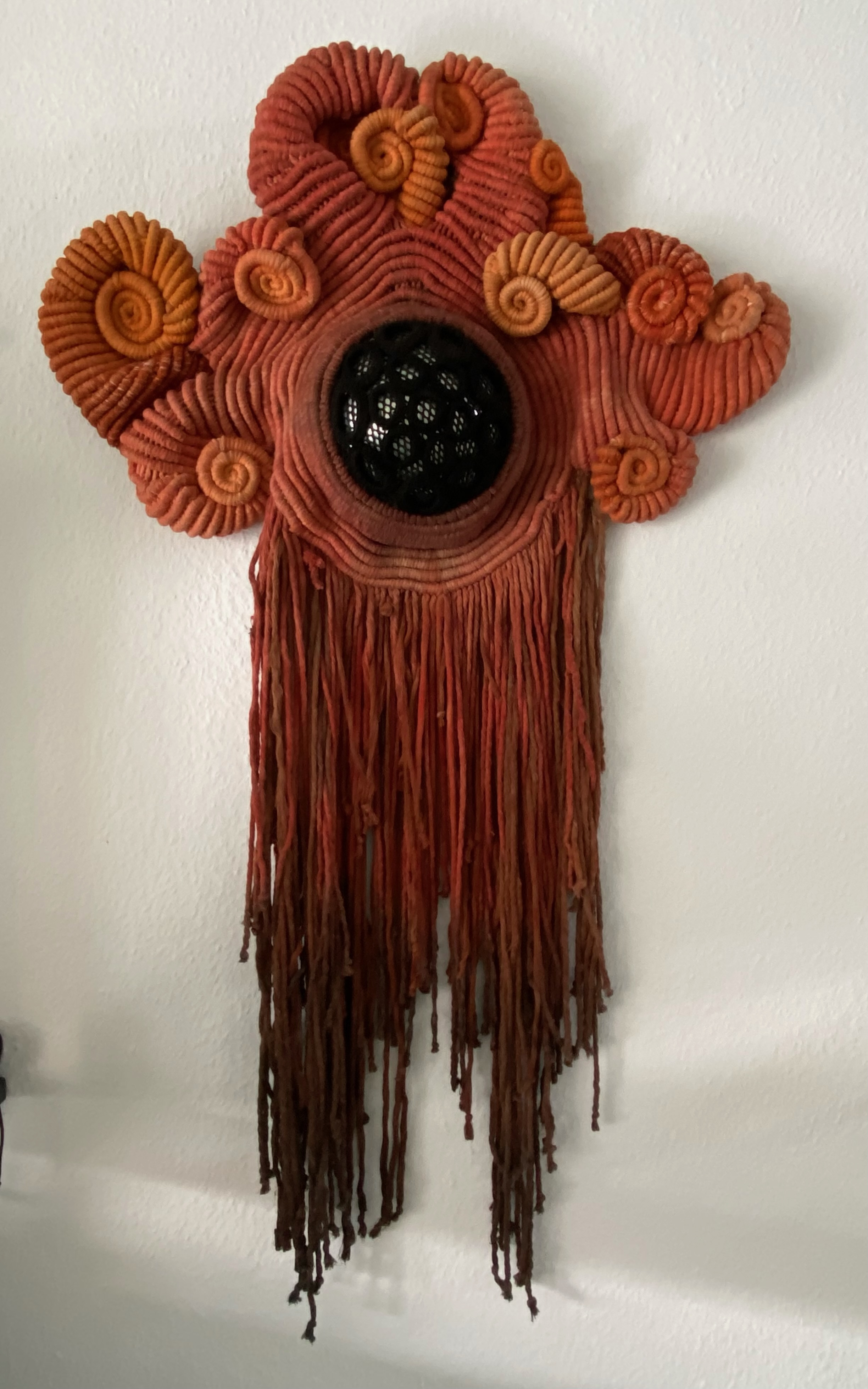
Tkaninia dekoracyjna, "Stary zegar", Jadwiga Budlewska, 80 x 130 cm, 1986, własność prywatna
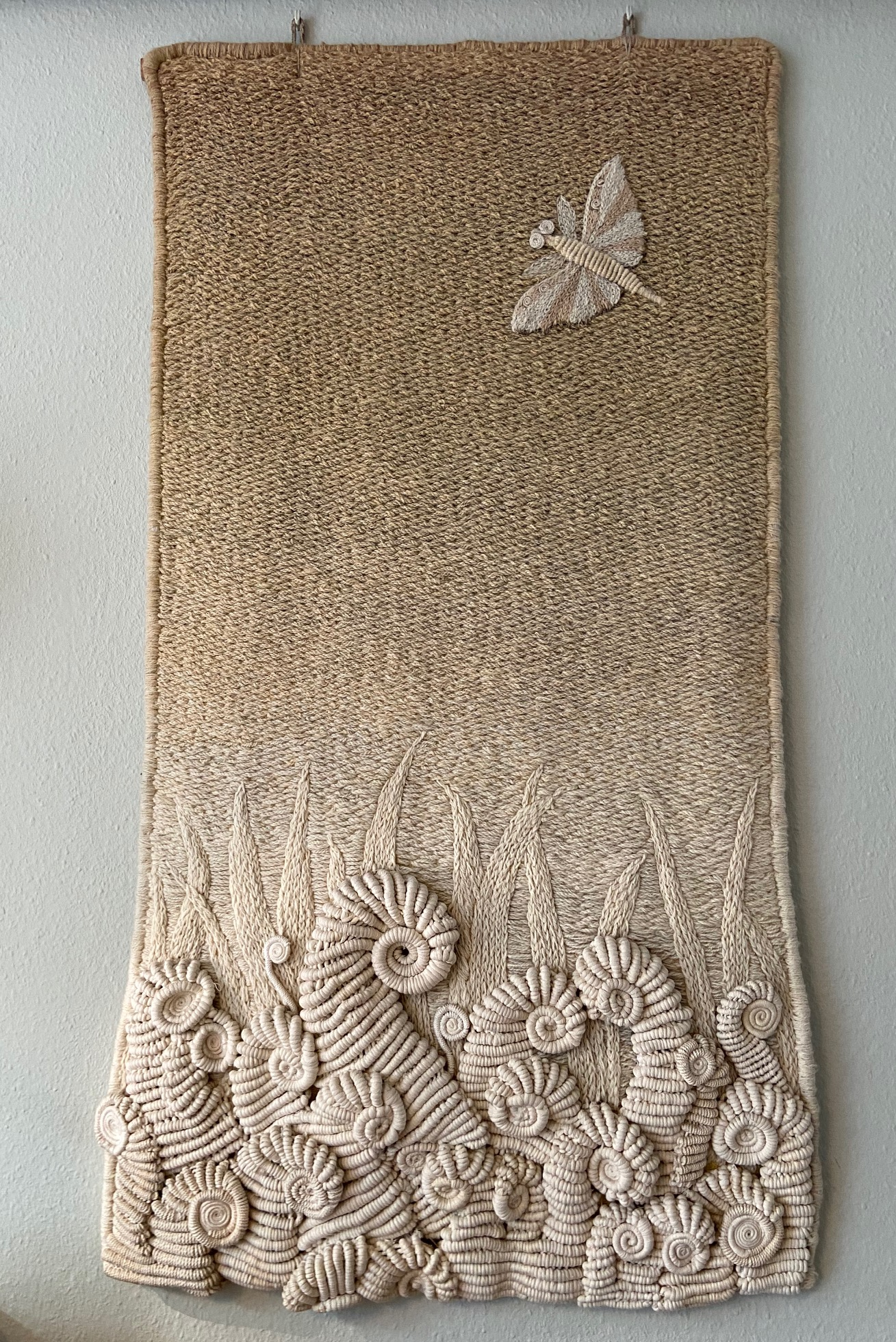
Tkaninia dekoracyjna, „Szuwary”, Jadwiga Budlewska, 84 × 180cm, 1984, własność prywatna, Niemcy
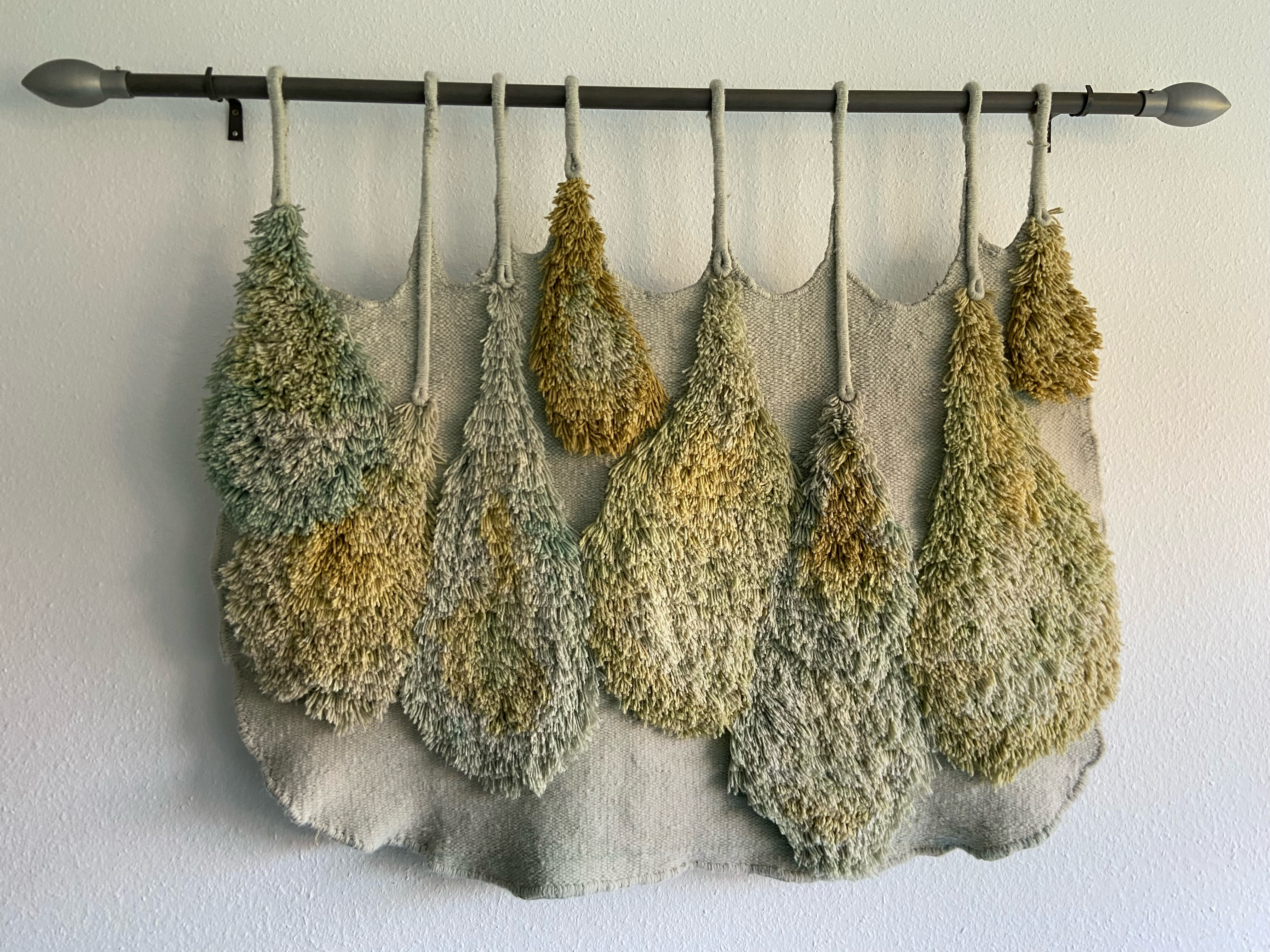
Tkaninia dekoracyjna, „Owoce”, Jadwiga Budlewska, 124 x 105 cm, 1986, własność prywatna, Niemcy